# Chaeturichthys stigmatias
Chaeturichthys stigmatias és una espècie de peix de la família dels gòbids i de l'ordre dels perciformes.

## Morfologia
- Els mascles poden assolir 15,5 cm de longitud total.[1][2]

## Depredadors
És depredat per Cynoglossus semilaevis, Paralichthys olivaceus i Okamejei kenojei.

## Hàbitat
És un peix marí, de clima temperat i demersal.

## Distribució geogràfica
Es troba al Mar Groc, el mar de la Xina Oriental i el Mar de la Xina Meridional.

## Observacions
És inofensiu per als humans.